# فريتة (طبق)
الفريتة هو طبق جزائري تقليدي، يعتمد على الخضار يشبه البيبريد [الفرنسية]. على عكس الأخير، لا يوجد ثوم في الفريتة.

## المكونات
يحتاج هذا الطبق إلى كيلو من البصل المقطع 
إلى شرائح والمذاب على نار هادئة، ويضاف إليه كيلو من الفلفل الأحمر والفلفل الأخضر المقطع تقطيعاً ناعماً جداً. عندما تنضج كل المكونات جيداً، يُضاف لها كيلوغرام من الطماطم المقطعة إلى مكعبات صغيرة. بمجرد طهي كل شيء جيدًا، تُسكب المحتويات في طبق الفطيرة على طبقة أولى من العجينة المنتفخة، ثم تُغطى بطبقة ثانية من العجينة.
إذا تبقى أي كمية من المزيج، يمكن أن يتناسب بشكل مثالي مع طبق من الأرز واللحم المشوي.

## أصول الوصفة
يبدو أنها تأتي من طبق الشكشوكة الأمازيغية الذي ألهم مطبخ الأقدام السوداء، ولا سيما الأقدام السوداء من أصل إسباني مع التأثيرات الإسلامية في إسبانيا، لأننا نجد كعكات الفريتة في إسبانيا وحتى في المخابز في الجزائر.
هناك وصفتان للفريتة :واحدة مع الثوم، تسمى «الطريقة اليهودية» وهي تقليد قديم يعود للأمازيغ وتمارسه شعوب شمال إفريقيا منذ قرون، حيث تُشوى الطماطم والفلفل ثم يُقشرا، مما يمنح الطبق نكهة مميزة. أما الطريقة الثانية فتُعرف بـ"الإسبانية"، حيث لا تُشوى الطماطم ولا الفلفل مسبقًا، بل تُستخدم مباشرة في الطهي. في كلتا الحالتين،في كلتا الطريقتين، يُحضر اللحم من خلال قليه أولًا ثم إزالته جانبًا وإعادته لاحقًا بعد إعداد باقي المكونات حسب الوصفة المختارة. يُقدَّم هذا الطبق ساخنًا أو باردًا، خاصةً النسخة "البربرية" التي تُفضل غالبًا باردة. كما أن هذه التحضيرات كانت تُستخدم أيضًا كحشوة لتحضير "الكوكا".

## الملاحظات
1. ↑  الفلفل والطماطم بشكل أساسي[1]
2. ↑  لصنع كعكة محلاة أو فطيرة
3. ↑  الأحلى
4. ↑  سواء كان دجاجًا أو أرنبًا
5. ↑  فطائر صغيرة محشوة بالفريتة